# Didelphis imperfecta
Didelphis imperfecta — млекопитающее из инфракласса сумчатых семейства опоссумовые, обитающее на северо-востоке Южной Америки. Его ареал простирается от Венесуэлы к югу от реки Ориноко через три Гвианы к северу от бразильского штата Амапа, включая северную Рорайму.

## Внешний вид и строение
Длина головы и тела у животных составляет от 31,7 до 39 см, длина хвоста — от 30 до 41 см, а вес — от 0,6 до 1,2 кг. У самцов и самок разная форма черепа. Мех на спине черный или серый. Он состоит из двух слоев волос: подшёрстка, состоящего из желтовато-белых волосков, и остевых волос, которые в основном белые, но имеют черный кончик. Если кончик волосков тусклый, мех в целом кажется серым; если кончики блестящие черные, мех выглядит черноватым. Бока и живот тела грязно-белые, а нижняя часть от подбородка до груди желтоватая. Голова светло-серая, беловатая или желтоватая. Темный рисунок маски, типичный для опоссумов, менее выражен у Didelphis imperfecta, чем у белобрюхого опоссума (Didelphis albiventris). Рисунок маски более развит у серой морфы, чем у черной. Уши большие и черноватые, с белыми кончиками и основаниями. У молодых особей уши могут быть полностью белыми. Передние и задние ноги, а также передние и задние лапы черные. Хвост черный, с желтовато-белым кончиком. Основание хвоста волосатое, остальная часть безволосая.

## Среда обитания и образ жизни
Didelphis imperfecta обитает в тропических и субтропических вечнозеленых лесах на высоте от 100 до 2200 метров над уровнем моря. Он отсутствует непосредственно на побережье. В восточной Венесуэле он обитает в низинных дождевых лесах, а также на тепуи или в стланиковых лесах с относительно низкими деревьями; в Бразилии он обитает в лесах с твердой почвой, затопленных полях и саваннах. Встречается как на земле, так и на деревьях и кустарниках. Ничего не известно об их рационе, и мало что известно об их репродуктивном поведении. Самки с детенышами были пойманы во все месяцы, кроме ноября. Наибольшее количество самок с детенышами было зарегистрировано в период с декабря по май. Количество детенышей колеблется от одного до девяти. Самая молодая самка с детенышами весила 440 граммов.

## Угрозы и охрана
Вид считается не находящимся под угрозой исчезновения. Он имеет относительно большую территорию распространения, является обычным, а также встречается в некоторых охраняемых зонах.